# Alessandro Schöpf
Alessandro André Schöpf (* 7. Februar 1994 in Umhausen) ist ein österreichischer Fußballspieler. Der aus dem Ötztal stammende vielseitig einsetzbare Mittelfeldspieler wechselte als Jugendlicher zum FC Bayern München. Sein Durchbruch im Profifußball gelang ihm beim 1. FC Nürnberg. Er steht beim Wolfsberger AC unter Vertrag. Schöpf ist seit 2016 österreichischer Nationalspieler.

## Vereinskarriere

### Beginn in Österreich und Fortsetzung in Deutschland
Schöpf begann im Alter von fünf Jahren beim SV Längenfeld mit dem Fußballspielen. Nach acht Spielzeiten wechselte er in die „Akademie Tirol“. 2009 schloss er sich dem Nachwuchsleistungszentrum des FC Bayern München an. Nach zwei Jahren in der B-Jugend rückte er in der Saison 2011/12 in den Kader der A-Jugend auf und hatte durch fünf Tore und zwei Torvorlagen nach 25 Spielen Anteil am Gewinn der Meisterschaft in der A-Junioren-Bundesliga Süd/Südwest. Dadurch qualifizierte sich die Mannschaft für die Meisterschaftsendrunde, in der sie im Finale dem FC Schalke 04 unterlag.

### FC Bayern München
2012 rückte er in die zweite Mannschaft auf, bestritt in zwei Spielzeiten 63 Spiele in der viertklassigen Regionalliga Bayern und erzielte 22 Tore. Sein Pflichtspieldebüt im Seniorenbereich gab er am 21. Juli 2012 beim 1:1 im Heimspiel gegen den 1. FC Nürnberg II, sein erstes Tor erzielte er am 7. Oktober 2012 beim 5:0-Sieg im Auswärtsspiel gegen Viktoria Aschaffenburg mit dem Treffer zum 2:0 in der 55. Minute. Im Sommer 2013 spielte er bei mehreren Vorbereitungsspielen für die erste Mannschaft des FC Bayern. Im November 2013 unterschrieb er einen bis 2016 laufenden Profivertrag, kam aber weiterhin nur bei Testspielen zum Einsatz, so bei einem Spiel gegen den sudanesischen Meister Al-Merrikh im Rahmen des Wintertrainingslagers in Doha (Katar). Mit der zweiten Mannschaft belegte er in der Regionalliga Bayern einmal den zweiten und einmal den ersten Platz, in seinem letzten Spiel für die Amateure des FC Bayern verfehlte er mit der Mannschaft den angestrebten Aufstieg in die 3. Liga in der Nachspielzeit gegen Fortuna Köln.

### 1. FC Nürnberg
Zur Saison 2014/15 verpflichtete ihn der Bundesligaabsteiger 1. FC Nürnberg, für den er am 3. August 2014 (1. Spieltag) beim 1:0-Sieg im Heimspiel gegen den FC Erzgebirge Aue sein erstes Ligaspiel bestritt. Am 29. September 2014 erzielte er beim 3:2-Sieg im Heimspiel gegen den 1. FC Kaiserslautern mit zwei Toren seine ersten Treffer in der 2. Bundesliga. Er etablierte sich in der Folge in der ersten Mannschaft der Nürnberger; auch nach dem Trainerwechsel im November 2014 von Valérien Ismaël auf René Weiler. Am Saisonende hatte Schöpf in 32 Ligaspielen fünf Tore erzielt und sieben Torvorlagen gegeben. Für den Verein endete die Saison auf einem Mittelfeldplatz. Auch in der Folgesaison war Schöpf Stammspieler. Am Ende des Jahres 2015 hatte er in 19 Ligaspielen sechs Tore erzielt, vier weitere vorbereitet und stand mit dem Verein auf dem dritten Tabellenplatz.

### FC Schalke 04
Am 9. Jänner 2016 wechselte Schöpf für eine Ablösesumme von 5 Millionen Euro (plus Bonuszahlungen) zum Bundesligisten FC Schalke 04, bei dem er einen bis zum 30. Juni 2019 laufenden Vertrag erhielt. Sein Bundesligadebüt gab er am 30. Jänner 2016 beim 2:0-Sieg im Auswärtsspiel gegen den SV Darmstadt 98. Am Ende der Saison hatte er in 13 Spielen in der Bundesliga drei Tore erzielt und drei Torvorlagen gegeben.
Zur Saison 2016/17 wurde Trainer André Breitenreiter durch Markus Weinzierl ersetzt. Am 28. April 2017 zog sich Schöpf beim Rückrundenspiel in Leverkusen einen Einriss des vorderen Kreuzbandes im rechten Knie zu und fiel mehrere Monate aus. In der Saison 2016/17 kam er überwiegend im rechten defensiven Mittelfeld zum Einsatz. Am Ende der Saison, in der er mit Schalke Zehnter wurde, hatte er in 28 Spielen in der Bundesliga sechs Tore erzielt und zwei Torvorlagen gegeben. In der Europa League schied er mit Schalke im Viertelfinale gegen Ajax Amsterdam aus, er kam bei zehn der zwölf Spiele zum Einsatz, dabei zweimal über die volle Spielzeit.
In der Saison 2017/18 kam er nach auskurierter Verletzung ab Oktober zu einzelnen Einsätzen, in der Startelf stand er erst wieder im Dezember. Am 15. Februar 2018 verlängerte Schöpf seine Vertragslaufzeit bis 2021. In der Saison, die Schalke unter dem neuen Trainer Domenico Tedesco als Vizemeister beendete, kam Schöpf auf 15 Ligaeinsätze. Hinzu kamen vier Einsätze im DFB-Pokal, in dem Schalke im Halbfinale dem späteren Pokalsieger Eintracht Frankfurt knapp unterlegen war. Schöpf spielte in jenem Halbfinale sowie im Viertelfinale gegen den VfL Wolfsburg über die volle Spielzeit.
In den ersten Monaten der Saison 2018/19 gab es für Schöpf einen stetigen Wechsel zwischen Anfangself und Ersatzbank. Durch den zweiten Tabellenplatz der Vorsaison hatte sich Schalke für die Champions League qualifiziert. Gleich im ersten Gruppenspiel, einem 1:1 gegen den FC Porto, bestritt Schöpf sein erstes Champions-League-Spiel und das über die volle Spielzeit. Mit seiner Mannschaft gelang ihm die Qualifikation für das Achtelfinale.
Nach dem Abstieg in der Saison 2020/21 verließ Schöpf den Verein mit seinem Vertragsende.

### Arminia Bielefeld
Daraufhin wechselte Schöpf zur Saison 2021/22 zum Bundesligisten Arminia Bielefeld, bei dem er einen bis Juni 2023 laufenden Vertrag erhielt. Für die Arminia absolvierte er 31 Partien in der Bundesliga, allerdings stieg er auch mit Bielefeld aus der höchsten Spielklasse ab, woraufhin er den Verein vorzeitig wieder verließ.

### Vancouver Whitecaps
Im Anschluss daran wechselte Schöpf im August 2022 nach Kanada zum MLS-Verein Vancouver Whitecaps, bei dem er einen bis Dezember 2024 laufenden Vertrag erhielt. Für Vancouver kam er in zweieinhalb Jahren zu 65 Einsätzen in der MLS, ehe er die Whitecaps per Vertragsende nach der Saison 2024 verließ.

### Wolfsberger AC
Nach 16 Jahren im Ausland kehrte Schöpf im Februar 2025 nach Österreich zurück und wechselte zu Bundesligist Wolfsberger AC.

## Nationalmannschaftskarriere
Am 15. September 2009 kam Schöpf als Einwechselspieler zu seinem Länderspieldebüt bei einem Spiel der österreichischen U16-Nationalmannschaft in der Slowakei. Bis Mai 2010 folgten vier weitere Einsätze für die U16. Sein nächstes Länderspiel bestritt er im Oktober 2011 für die U18 bei einer 1:2-Niederlage in Zürich gegen die Schweiz. Dies blieb sein einziger Einsatz für die U18. Zwischen März 2012 und Juni 2013 bestritt er zehn Spiele für die U19-Nationalmannschaft, darunter mehrere Qualifikationsspiele für die Europameisterschaften 2012 und 2013, für die sich Österreich aber jeweils nicht qualifizieren konnte. Für die U19 erzielte er in jenen zehn Spielen zwei Tore. Ab August 2013 spielte er insgesamt 20-mal für die U21-Nationalmannschaft und schoss acht Tore. Die Qualifikation für die U21-EM 2015 in Tschechien misslang jedoch.
Sein Debüt für die A-Nationalmannschaft gab er am 26. März 2016 beim 2:1-Sieg im Test-Länderspiel gegen die Auswahl aus Albanien. Sein erstes Länderspieltor erzielte er in seinem dritten Spiel am 31. Mai 2016 beim 2:1-Sieg im Testspiel gegen die Auswahl Maltas mit dem Tor zum 2:0 in der 18. Minute.
Bei der Europameisterschaft 2016 in Frankreich wurde er in allen drei Gruppenspielen eingewechselt. Im letzten Spiel gegen Island kam er nach der Halbzeitpause in die Partie und erzielte das einzige Turniertor der Österreicher mit dem Treffer zum 1:1. Das Team verlor dennoch und schied nach den Gruppenspielen aus dem Turnier aus.
Nach elf Einsätzen für die A-Nationalmannschaft kam Schöpf im November 2016 im entscheidenden letzten Qualifikationsspiel zur U21-Europameisterschaft 2017 zu einem letzten Einsatz für die U21. Österreich erreichte beim Relegationsrückspiel auswärts gegen Spanien ein 0:0, nach dem 1:1 im Heimspiel reichte dieses Ergebnis den Spaniern aufgrund der Auswärtstorregel jedoch für das Erreichen der EM in Polen. Schöpf wurde in der 81. Minute des Spiels mit einer strittigen gelb-roten Karte des Feldes verwiesen. Damit war er für das nächste WM-Qualifikationsspiel der A-Nationalmannschaft gesperrt, den Rest der letztlich erfolglosen WM-Qualifikation verpasste Schöpf aufgrund seiner im April 2017 in Leverkusen erlittenen Kreuzbandverletzung und kam erst wieder ab November 2017 für sein Land zum Einsatz. Am 2. Juni 2018 erzielte er im Testspiel in Klagenfurt gegen Deutschland den 2:1-Siegtreffer für die österreichische Nationalmannschaft und trug somit zum ersten Sieg einer ÖFB-Auswahl gegen die deutsche Nationalelf seit 1986 bei. Im Mai 2021 wurde er in den vorläufigen Kader Österreichs für die EM 2021 berufen und schaffte es schlussendlich auch in den endgültigen Kader, mit dem er bis zum Achtelfinale kam. Während des Turniers kam er zu zwei Einsätzen als Einwechselspieler.

## Erfolge und Auszeichnungen
- Kanadischer Meister: 2024
- Österreichischer Cupsieger: 2025
- Bruno Aufsteiger des Jahres 2016 VdF-Fußballerwahl
- Tirols Sportler des Jahres 2017

## Spielweise
Schöpfs favorisierte Position ist die des zentralen offensiven Mittelfeldspielers („Zehner“). Bei Schalke 04 spielte er vor allem als offensiver und defensiver Außenbahnspieler und wurde auch im defensiven Mittelfeld oder als Flügelstürmer eingesetzt.
Neben seiner Technik und Ballbehandlung gehören seine Geschwindigkeit und seine überdurchschnittliche Laufleistung zu seinen Stärken.